# 第一米羅霍夏

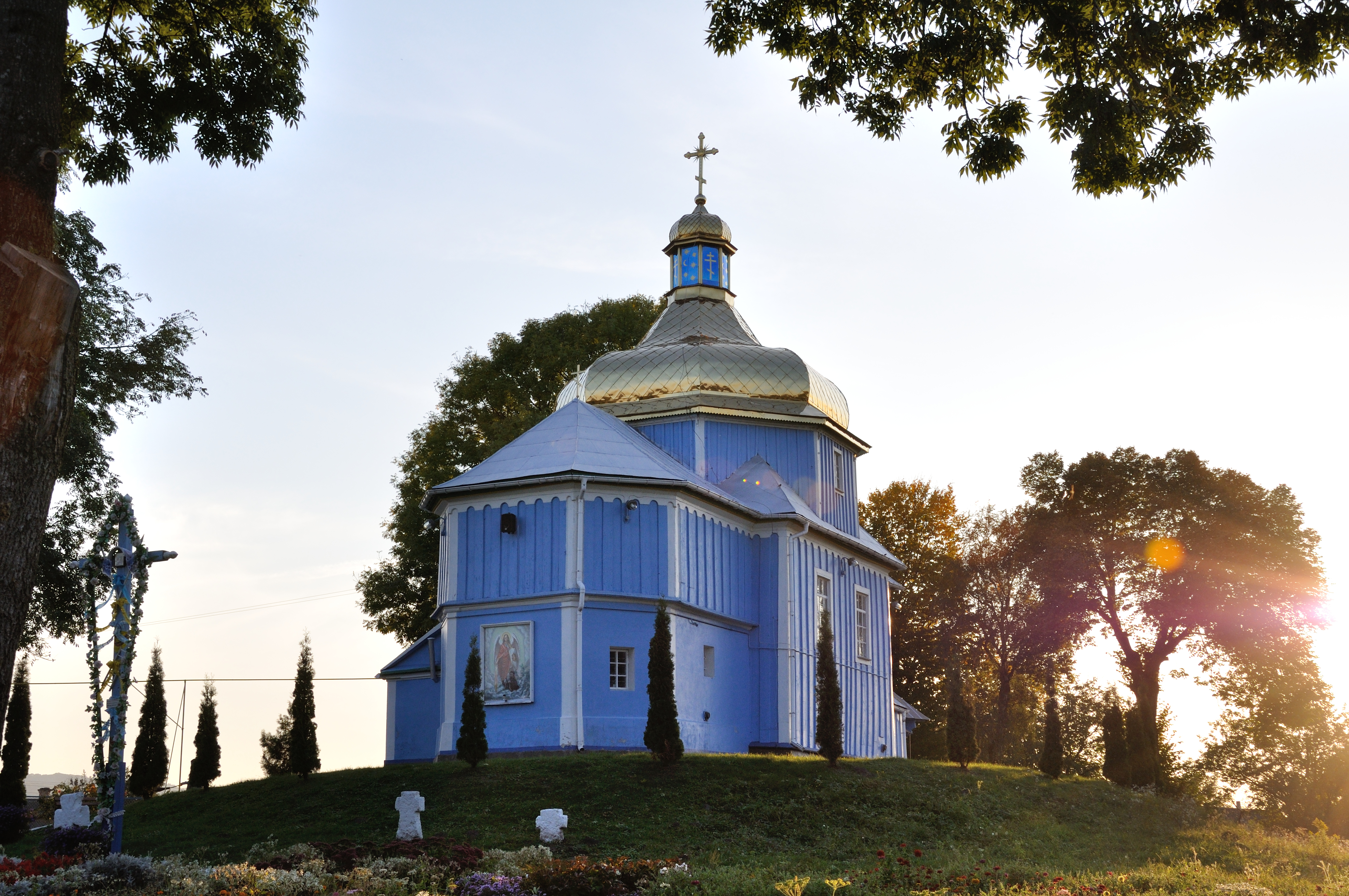
教堂

50°25′38″N 25°52′1″E / 50.42722°N 25.86694°E
第一米羅霍夏（烏克蘭語：Мирогоща Перша），是烏克蘭西北部羅夫諾州杜布諾區米罗霍夏市镇内的村落及其行政中心。始建於1941年，面積0.31平方公里，海拔高度206米，2001年人口1,941，人口密度每平方公里6,343.1人。